# Liste der Kirchen im Bistum Aachen – Region Eifel
Die Liste der Kirchen im Bistum Aachen – Region Eifel listet die römisch-katholischen Kirchen auf, die zum Bestand der Pastoralen Räume Selige Helena Stollenwerk Simmerath, Monschau, St. Barbara Mechernich (ohne die östlichen Ortschaften), Hl. Hermann-Josef Steinfeld, Hellenthal/Schleiden und Hl. Apostel Matthias Blankenheim/Dahlem im Bistum Aachen zählen. Die Kapellen des Bistums sind in der Liste der Kapellen im Bistum Aachen – Region Eifel einsortiert, die profanierten Kirchen in der Liste der profanierten Kirchen im Bistum Aachen.

## Liste
| Bild | Kirche                               | Ort                           | Pfarrei                                           | Pastoraler Raum                          | Rang                        | Bauzeit |
| ---- | ------------------------------------ | ----------------------------- | ------------------------------------------------- | ---------------------------------------- | --------------------------- | --- |
|      | St. Mariä Himmelfahrt                | Blankenheim                   | St. Mariä Himmelfahrt/Blankenheim                 | Hl. Apostel Matthias, Blankenheim/Dahlem | Pfarrkirche                 | 1495–1505 |
|      | St. Agatha                           | BlankenheimAlendorf           | St. Agatha/Alendorf                               | Hl. Apostel Matthias, Blankenheim/Dahlem | Pfarrkirche                 | 1929 |
|      | St. Peter und Paul                   | Blankenheim-Blankenheimerdorf | St. Peter und Paul/Blankenheimerdorf              | Hl. Apostel Matthias, Blankenheim/Dahlem | Pfarrkirche                 | 1687 |
|      | St. Johann Baptist                   | Blankenheim-Dollendorf        | St. Johann Baptist/Dollendorf                     | Hl. Apostel Matthias, Blankenheim/Dahlem | Pfarrkirche                 | 18. Jh. |
|      | St. Philippus und Jakobus            | Blankenheim-Lommersdorf       | St. Philippus und Jakobus/Lommersdorf             | Hl. Apostel Matthias, Blankenheim/Dahlem | Pfarrkirche                 | 15./16. Jh. |
|      | St. Johann Baptist                   | Blankenheim-Mülheim           | St. Johann Baptist/Mülheim                        | Hl. Apostel Matthias, Blankenheim/Dahlem | Pfarrkirche                 | 1737 |
|      | St. Margareta                        | Blankenheim-Reetz             | St. Margareta/Reetz                               | Hl. Apostel Matthias, Blankenheim/Dahlem | Pfarrkirche                 | 15. Jh. |
|      | St. Johann Baptist                   | Blankenheim-Ripsdorf          | St. Johann Baptist/Ripsdorf                       | Hl. Apostel Matthias, Blankenheim/Dahlem | Pfarrkirche                 | 14. oder 15. Jh. |
|      | St. Wendelin                         | Blankenheim-Rohr              | St. Wendelin/Rohr                                 | Hl. Apostel Matthias, Blankenheim/Dahlem | Pfarrkirche                 | 1864 |
|      | St. Mariä Himmelfahrt                | Blankenheim-Uedelhoven        | St. Mariä Himmelfahrt/Uedelhoven                  | Hl. Apostel Matthias, Blankenheim/Dahlem | Pfarrkirche                 | 1715 |
|      | St. Hieronymus                       | Dahlem                        | St. Hieronymus/Dahlem                             | Hl. Apostel Matthias, Blankenheim/Dahlem | Pfarrkirche                 | 1844 |
|      | St. Mariä Geburt                     | Dahlem-Baasem                 | St. Mariä Geburt/Baasem                           | Hl. Apostel Matthias, Blankenheim/Dahlem | Pfarrkirche                 | um 1500 |
|      | St. Brictius                         | Dahlem-Berk                   | St. Brictius/Berk                                 | Hl. Apostel Matthias, Blankenheim/Dahlem | Pfarrkirche                 | vor 1516 |
|      | St. Johann Baptist                   | Dahlem-Kronenburg             | St. Johann Baptist/Kronenburg                     | Hl. Apostel Matthias, Blankenheim/Dahlem | Pfarrkirche                 | 1492–1508 |
|      | St. Martin                           | Dahlem-Schmidtheim            | St. Martin/Schmidtheim                            | Hl. Apostel Matthias, Blankenheim/Dahlem | Pfarrkirche                 | 1720/1722 |
|      | St. Anna                             | Hellenthal                    | St. Anna/Hellenthal                               | Hellenthal/Schleiden                     | Pfarrkirche                 | 1894 |
|      | St. Brigida                          | Hellenthal-Blumenthal         | St. Brigida/Blumenthal                            | Hellenthal/Schleiden                     | Pfarrkirche                 | 1512 |
|      | St. Bernhard                         | Hellenthal-Hollerath          | St. Bernhard/Hollerath                            | Hellenthal/Schleiden                     | Pfarrkirche                 | 18. Jh. |
|      | St. Antonius der Einsiedler          | Hellenthal-Kreuzberg          | St. Antonius der Einsiedler/Kreuzberg             | Hellenthal/Schleiden                     | Pfarrkirche                 | 17. Jh. |
|      | St. Michael                          | Hellenthal-Losheim            | St. Michael/Losheim                               | Hellenthal/Schleiden                     | Pfarrkirche                 | 1923/1924 |
|      | St. Matthias                         | Hellenthal-Reifferscheid      | St. Matthias/Reifferscheid                        | Hellenthal/Schleiden                     | Pfarrkirche                 | 15. Jh. |
|      | St. Barbara                          | Hellenthal-Rescheid           | St. Barbara/Rescheid                              | Hellenthal/Schleiden                     | Pfarrkirche                 | 1881/1882 |
|      | St. Hubertus                         | Hellenthal-Udenbreth          | St. Hubertus/Udenbreth                            | Hellenthal/Schleiden                     | Pfarrkirche                 | 1910 |
|      | St. Johann Baptist                   | Hellenthal-Wildenburg         | St. Johann Baptist/Wildenburg                     | Hellenthal/Schleiden                     | Pfarrkirche                 | |
|      | St. Ägidius                          | Hellenthal-Wolfert            | St. Ägidius/Wolfert                               | Hellenthal/Schleiden                     | Pfarrkirche                 | 1745 |
|      | St. Nikolaus                         | Kall                          | St. Nikolaus/Kall                                 | Hl. Hermann-Josef Steinfeld              | Pfarrkirche                 | 1891/1892 |
|      | St. Antonius                         | Kall-Dottel                   | St. Antonius/Dottel                               | Hl. Hermann-Josef Steinfeld              | Pfarrkirche                 | 15. Jh. |
|      | St. Dionysius                        | Kall-Keldenich                | St. Dionysius/Keldenich                           | Hl. Hermann-Josef, Steinfeld             | Pfarrkirche                 | 14. oder 15. Jh. |
|      | St. Barbara                          | Kall-Krekel                   | St. Barbara/Krekel                                | Hl. Hermann-Josef, Steinfeld             | Pfarrkirche                 | 1932 |
|      | St. Apollinaris und Agatha           | Kall-Scheven                  | St. Antonius/Dottel                               | Hl. Hermann-Josef, Steinfeld             | Filialkirche                | 1857–1861 |
|      | St. Stephanus                        | Kall-Sistig                   | St. Stephanus/Sistig                              | Hl. Hermann-Josef, Steinfeld             | Pfarrkirche                 | 1904 |
|      | St. Matthias                         | Kall-Sötenich                 | St. Matthias/Sötenich                             | Hl. Hermann-Josef, Steinfeld             | Pfarrkirche                 | |
|      | St. Potentinus, Felicius, Simplicius | Kall-Steinfeld                | St. Potentinus, Felicius und Simplicius/Steinfeld | Hl. Hermann-Josef, Steinfeld             | Basilika minor, Pfarrkirche | 12. Jh. |
|      | Alt St. Johannes Baptist             | Mechernich                    | St. Johannes Baptist/Mechernich                   | St. Barbara, Mechernich                  | Filialkirche                | Turm: 11. Jahrhundert, Chor: 13. Jahrhundert, Schiff: 15. Jahrhundert                                                         |
|      | St. Johannes Baptist                 | Mechernich                    | St. Johannes Baptist/Mechernich                   | St. Barbara, Mechernich                  | Pfarrkirche                 | 1953 |
|      | St. Peter                            | Mechernich-Berg               | St. Peter/Berg                                    | St. Barbara, Mechernich                  | Pfarrkirche                 | 1864–1866 |
|      | St. Agnes                            | Mechernich-Bleibuir           | St. Agnes/Bleibuir                                | St. Barbara, Mechernich                  | Pfarrkirche                 | 1873–1874, Turm: 1898 |
|      | St. Martin                           | Mechernich-Eicks              | St. Martin/Eicks                                  | St. Barbara, Mechernich                  | Pfarrkirche                 | 1768 |
|      | St. Wendelin                         | Mechernich-Eiserfey           | St. Wendelin/Eiserfey (Pfarrvikarie)              | St. Barbara, Mechernich                  | Pfarrkirche                 | 1934–1936, barocke Vorhalle von 1733                                                                                          |
|      | St. Pankratius                       | Mechernich-Floisdorf          | St. Pankratius/Floisdorf                          | St. Barbara, Mechernich                  | Pfarrkirche                 | 1890–1892 |
|      | St. Andreas                          | Mechernich-Glehn              | St. Andreas/Glehn                                 | St. Barbara, Mechernich                  | Pfarrkirche                 | 15. Jahrhundert, südl. Seitenschiff: 1866                                                                                     |
|      | St. Goar                             | Mechernich-Harzheim           | St. Goar/Harzheim                                 | St. Barbara, Mechernich                  | Pfarrkirche                 | 1897–1898 |
|      | St. Lambertus                        | Mechernich-Holzheim           | St. Lambertus/Holzheim                            | St. Barbara, Mechernich                  | Pfarrkirche                 | 1844–1845, Turm: 11. Jahrhundert                                                                                              |
|      | St. Georg                            | Mechernich-Kallmuth           | St. Georg/Kallmuth                                | St. Barbara, Mechernich                  | Pfarrkirche                 | 1888, Turm: um 1200 |
|      | St. Johann Baptist                   | Mechernich-Roggendorf         | St. Johannes Baptist, Mechernich                  | St. Barbara, Mechernich                  | Filialkirche                | 1890 |
|      | St. Rochus                           | Mechernich-Strempt            | St. Rochus/Strempt                                | St. Barbara, Mechernich                  | Pfarrkirche                 | |
|      | St. Margareta                        | Mechernich-Vussem             | St. Margareta/Vussem-Breitenbenden                | St. Barbara, Mechernich                  | Pfarrkirche                 | 1939/1940 |
|      | St. Cyriakus                         | Mechernich-Weyer              | St. Cyriakus/Weyer                                | St. Barbara, Mechernich                  | Pfarrkirche                 | Um 1500 |
|      | St. Mariä Geburt                     | Monschau                      | St. Mariä Empfängnis/Monschau                     | Monschau                                 | Filialkirche                | 1649/1650 |
|      | St. Mariä Empfängnis („Aukirche“)    | Monschau                      | St. Mariä Empfängnis/Monschau                     | Monschau                                 | Pfarrkirche                 | 1714, erbaut als Loretokapelle, 1725–1751 erweitert als Klosterkirche des Minoritenklosters Monschau                          |
|      | St. Michael                          | Monschau-Höfen                | St. Michael/Höfen                                 | Monschau                                 | Pfarrkirche                 | 1697 |
|      | St. Josef                            | Monschau-Imgenbroich          | St. Josef/Imgenbroich                             | Monschau                                 | Pfarrkirche                 | 1951/1952 |
|      | St. Lambertus                        | Monschau-Kalterherberg        | St. Lambertus/Kalterherberg                       | Monschau                                 | Pfarrkirche                 | 1897–1901 |
|      | St. Peter                            | Monschau-Konzen               | St. Peter und Pankratius/Konzen                   | Monschau                                 | Pfarrkirche                 | 1160 (Rückbau 2015) |
|      | St. Bartholomäus                     | Monschau-Mützenich            | St. Bartholomäus/Mützenich                        | Monschau                                 | Pfarrkirche                 | 1850 |
|      | St. Cornelius                        | Monschau-Rohren               | St. Cornelius/Rohren                              | Monschau                                 | Pfarrkirche                 | 1865–1869 |
|      | St. Martin                           | Nettersheim                   | Nettersheim                                       | Hl. Hermann-Josef, Steinfeld             | Pfarrkirche                 | 1785 vollendet, 1966–1968 erweitert                                                                                           |
|      | St. Gertrud                          | Nettersheim-Bouderath         | Bouderath                                         | Hl. Hermann-Josef, Steinfeld             | Pfarrkirche                 | ältester Teil: Wurzeln im 12. Jahrhundert; 1740 Renovierung, 1838 Erweiterung, 1832 Chor und Sakristei ergänzt.               |
|      | St. Margareta                        | Nettersheim-Frohngau          | Frohngau-Buir                                     | Hl. Hermann-Josef, Steinfeld             | Pfarrkirche                 | 1923/24; Kirchturm von der Vorgängerkapelle (15. Jahrhundert) erhalten                                                        |
|      | St. Laurentius                       | Nettersheim-Marmagen          | Marmagen                                          | Hl. Hermann-Josef, Steinfeld             | Pfarrkirche                 | spätgotisch; Erweiterungen 1896 und 1923                                                                                      |
|      | St. Cäcilia                          | Nettersheim-Pesch             | Pesch                                             | Hl. Hermann-Josef, Steinfeld             | Pfarrkirche                 | ab 1844 gebaut, 1847 geweiht                                                                                                  |
|      | St. Lambertus                        | Nettersheim-Tondorf           | Tondorf                                           | Hl. Hermann-Josef, Steinfeld             | Pfarrkirche                 | erste Kirche um 900, mehrere Nachfolgerkirchen; heutige Kirche: 1812 gebaut, 1833 geweiht                                     |
|      | St. Peter                            | Nettersheim-Zingsheim         | Zingsheim-Engelgau                                | Hl. Hermann-Josef, Steinfeld             | Pfarrkirche                 | 1602 neu errichtet, 1717 Chor und Sakristei ergänzt, 1730 westliche Vorhalle; 1965 Anbau eines Kirchenschiffs an der Südseite |
|      | St. Philippus und Jakobus            | Schleiden                     | St. Philippus und Jakobus/Schleiden               | Hellenthal/Schleiden                     | Pfarrkirche                 | 16. Jh. |
|      | St. Georg                            | Schleiden-Dreiborn            | St. Georg/Dreiborn                                | Hellenthal/Schleiden                     | Pfarrkirche                 | 1461 |
|      | St. Nikolaus                         | Schleiden-Gemünd              | St. Nikolaus/Gemünd                               | Hellenthal/Schleiden                     | Pfarrkirche                 | 17. Jh. |
|      | St. Katharina                        | Schleiden-Herhahn             | St. Katharina/Wollseifen-Herhahn                  | Hellenthal/Schleiden                     | Pfarrkirche                 | 1972/1973 |
|      | St. Josef                            | Schleiden-Oberhausen          | St. Philippus und Jakobus/Schleiden               | Hellenthal/Schleiden                     | Filialkirche                | 1961–1963 |
|      | St. Johann Baptist                   | Schleiden-Olef                | St. Johann Baptist/Olef                           | Hellenthal/Schleiden                     | Pfarrkirche                 | 14. Jh. |
|      | St. Johann Baptist                   | Simmerath                     | St. Johann Baptist/Simmerath                      | Selige Helena Stollenwerk, Simmerath     | Pfarrkirche                 | 1950–1952 |
|      | St. Michael                          | Simmerath-Dedenborn           | St. Michael/Dedenborn                             | Selige Helena Stollenwerk, Simmerath     | Pfarrkirche                 | 1717/1718 |
|      | St. Lucia                            | Simmerath-Eicherscheid        | St. Lucia/Eicherscheid                            | Selige Helena Stollenwerk, Simmerath     | Pfarrkirche                 | 1933 |
|      | St. Nikolaus                         | Simmerath-Einruhr             | St. Nikolaus/Einruhr                              | Selige Helena Stollenwerk, Simmerath     | Pfarrkirche                 | 1909/1910 |
|      | St. Bartholomäus                     | Simmerath-Hammer              | St. Lucia/Eicherscheid                            | Selige Helena Stollenwerk, Simmerath     | Filialkirche                | 1862/1863 |
|      | St. Peter und Paul                   | Simmerath-Kesternich          | St. Peter und Paul/Kesternich                     | Selige Helena Stollenwerk, Simmerath     | Pfarrkirche                 | 1718/1719 |
|      | St. Johann Baptist                   | Simmerath-Lammersdorf         | St. Johann Baptist/Lammersdorf                    | Selige Helena Stollenwerk, Simmerath     | Pfarrkirche                 | 1705–1709 |
|      | St. Mariä Empfängnis                 | Simmerath-Rollesbroich        | St. Mariä Empfängnis/Rollesbroich                 | Selige Helena Stollenwerk, Simmerath     | Pfarrkirche                 | 1952/1954 |
|      | St. Barbara                          | Simmerath-Rurberg             | St. Barbara/Rurberg                               | Selige Helena Stollenwerk, Simmerath     | Pfarrkirche                 | 1948/1950 |
|      | St. Apollonia                        | Simmerath-Steckenborn         | St. Apollonia/Steckenborn                         | Selige Helena Stollenwerk, Simmerath     | Pfarrkirche                 | 1905/1906 |
|      | St. Matthias                         | Simmerath-Strauch             | St. Matthias/Strauch                              | Selige Helena Stollenwerk, Simmerath     | Pfarrkirche                 | 1921–1923 |